# Marc Dierickx
Marc Dierickx (né le 24 octobre 1954 à Temse) est un coureur cycliste belge, professionnel de 1977 à 1993.

## Palmarès

### Palmarès amateur
- 1971
  - 3e du Circuit Het Nieuwsblad débutants
- 1975
  - 3e du Tour de Campine
- 1976
  - 2eb étape du Tour du Limbourg amateurs
  - 3ea étape du Tour de Campine
  - 2e du championnat de Belgique sur route amateurs

### Palmarès professionnel
- 1982
  - 3e du Circuit Mandel-Lys-Escaut
- 1983
  - 3e du Grand Prix de la ville de Saint-Nicolas
- 1984
  - 3e de Kuurne-Bruxelles-Kuurne
- 1985
  - 2e du Grand Prix de la ville de Saint-Nicolas
- 1992
  - Grand Prix de la ville de Zottegem
- 1993
  - 3e du Grand Prix du 1er mai

## Résultats sur les grands tours

### Tour de France
- 1980 : abandon (14e étape)
- 1981 : 106e
- 1982 : 85e
- 1983 : 82e
- 1984 : 104e